# Mazorakopf
Mazorakopf, Falknishorn (2451,5 m n.p.m.) – szczyt w Alpach Wschodnich w paśmie Rätikon, stanowiący jego zachodni kraniec. Położony jest na granicy Szwajcarii i Liechtensteinu. Góra stanowi najdalej wysunięty na południe punkt Księstwa.
Na szczyt ten prowadzą stale utrzymywane szlaki, kończące się na sąsiednim Falknis. Jest on atrakcyjny dla turystów dzięki panoramie doliny Renu oraz Alp, która sięga nawet szczytów odległych o 80 km.